# اتحادیه مبارزان جبهه سرخ
اتحادیه مبارزان جبهه سرخ (آلمانی: Roter Frontkämpferbund) یا RFB، ارگان نظامی‌نما وابسته حزب کمونیست آلمان در جمهوری وایمار بود.
اولین شعبه‌های RFB در ژوئیه سال ۱۹۲۴ تشکیل یافتند اما مراسم افتتاحیه آن در سال ۱۹۲۵ برگزار شد و ارنست تلمان رهبری آن را به صورت رسمی به عهده گرفت.
اتحادیه مبارزان جبهه سرخ توسط دولت سوسیال دمکرات جمهوری وایمار به دلیل «افراط‌گرایی» ممنوع شد و این ارگان پس از چند ماه منحل شد.